# Маммерн
Маммерн (нім. Mammern) — громада  в Швейцарії в кантоні Тургау, округ Фрауенфельд.

## Географія
Громада розташована на відстані близько 135 км на північний схід від Берна, 11 км на північ від Фрауенфельда.
Маммерн має площу 5,4 км², з яких на 12,8% дозволяється будівництво (житлове та будівництво доріг), 44,1% використовуються в сільськогосподарських цілях, 42,8% зайнято лісами, 0,4% не є продуктивними (річки, льодовики або гори).

## Демографія
2019 року в громаді мешкало 659 осіб (+12,3% порівняно з 2010 роком), іноземців було 27,3%. Густота населення становила 121 осіб/км².
За віковим діапазоном населення розподілялося таким чином: 20,6% — особи молодші 20 років, 59,8% — особи у віці 20—64 років, 19,6% — особи у віці 65 років та старші. Було 286 помешкань (у середньому 2,3 особи в помешканні).
Із загальної кількості 481 працюючого 50 було зайнятих в первинному секторі, 9 — в обробній промисловості, 422 — в галузі послуг.